# Encrínides
Els encrínides (Encrinida) són un ordre de crinoïdeus articulats coneguts només pels seus fòssils. Van viure entre el Silurià i el Triàsic.

## Característiques
Els encrínides vivien units al fons marí per una llarga tija calcària articulada, acabada per un disc de lligams. Els ossicles que constitueixen la tija són pentagonals, i en general es dissocien quan l'animal mor.

## Taxonomia
L'ordre Encrinida inclou nou gèneres:
- Família Encrinidae Dujardin & Hupé, 1862 †
  - Gènere Carnallicrinus Hagdorn, 2004 †
  - Gènere Cassianocrinus Laube, 1865 †
  - Gènere Chelocrinus Meyer, 1837 †
  - Gènere Encrinus Andreae, 1764 †
  - Gènere Zardinicrinus Hagdorn, 2004 †

- Gèneres no assignats
  - Gènere Ainigmacrinus Hagdorn, 1988 †
  - Gènere Pseudosaccocoma Remeš, 1905 †
  - Gènere Traumatocrinus Wöhrmann, 1889 †
  - Gènere Vostocovacrinus Yeltyschewa & Polyarnaya, 1986 †